# Onthophagus vilis
Onthophagus vilis là một loài bọ cánh cứng trong họ Bọ hung (Scarabaeidae).